# Lorenzo Reyes
Lorenzo Enrique Reyes Vicencio (* 13. Juni 1991 in Talcahuano) ist ein chilenischer Fußballspieler. Der defensive Mittelfeldspieler bestritt zehn Länderspiele für Chile und wurde zwei Mal chilenischer Meister.

## Karriere

### Verein
Lorenzo Reyes, auch Lolo Reyes genannt, begann in der Jugend bei Atlético Valdés und kam 2007 zum CD Huachipato, wo er im Profiteam im März 2009 debütierte. Er erkämpfte sich schnell einen Stammplatz und wurde 2012 Mannschaftskapitän. In der Clausura 2012 gewann Huachipato seine zweite Meisterschaft nach 1974 in der Klubhistorie. In der Copa Libertadores 2013 schied Huachipato nur aufgrund des schlechteren Torverhältnisses in der Gruppenphase aus. Im Juni 2013 unterschrieb Reyes einen Vierjahresvertrag beim spanischen Erstligisten Betis Sevilla, der aber am Saisonende in die Segunda División absteigen musste. Reyes blieb Stammspieler und schaffte mit Sevilla den direkten Wiederaufstieg. Für die Saison 2015/16 wurde er an Zweitligist UD Almería verliehen. Nach Ablauf der Leihe lief auch sein Vertrag in Spanien aus, den er nicht verlängerte. Reyes kehrte nach Chile zurück und spielte ab der Clausura 2015/16 für Universidad de Chile, wo er sofort Stammspieler war. In der Clausura 2016/17 gewann er mit Universidad de Chile die Meisterschaft.
Mitte 2018 wechselte Lolo Reyes nach Mexiko zu Atlas Guadalajara, wo er gut ins Team fand. Nach einer Achillessehnenverletzung während der Saison 2018/19 fiel er ab Januar 2019 sechs Monate aus und fand nach erfolgter Genesung nicht mehr richtig ins Team. Im Dezember 2020 gab er seinen Wechsel zu Ligakonkurrent Mazatlán FC bekannt. Im August 2021, nach nur neun Ligaeinsätzen, lösten beiden Parteien den Vertrag auf. Im Februar 2022 schloss er sich Ñublense an.

### Nationalmannschaft
Reyes führte die von César Vaccia trainierte U20-Nationalmannschaft bei der Südamerikameisterschaft in Peru als Kapitän auf das Feld. Chile kam als Gruppenzweiter in die Finalrunde, wurde dort aber nur Fünfter.
Bereits im Februar 2011 debütierte Reyes für die A-Nationalmannschaft beim Freundschaftsspiel gegen Paraguay. Bis November 2018 bestritt er zehn Länderspiele und erzielte dabei sein einziges Tor beim Freundschaftsspiel gegen Rumänien.

## Erfolge
Huachipato
- Chilenischer Meister: 2012-C

Betis Sevilla
- Spanischer Zweitliga-Meister: 2014/15

Universidad de Chile
- Chilenischer Meister: 2016/17-C